# Salem (Wirginia)
Salem – miasto w Stanach Zjednoczonych, w stanie Wirginia. Miasto to ma status miasta niezależnego.